# Leonardo Morlino
Leonardo Morlino (né à Montemurro le 28 juin 1947  et mort à Florence le 18 juin 2025) est un politologue italien, reconnu au niveau international pour ses théories sur la démocratie et les processus de démocratisation. 

## Biographie
Leonardo Morlino est diplômé en sciences politiques et s’est spécialisé en politique comparée auprès de Giovanni Sartori. Professeur de science politique à la Faculté de science politique « Cesare Alfieri » de l'Université de Florence de 1971 à 2006, il a été doyen de la Faculté de sciences politiques de 1992 à 1995, et vice-recteur à la recherche et vice-recteur de 2003 à 2006. Il a également été directeur du  Centre Interuniversitaire de Recherche sur l'Europe du Sud (CIRES).
Il a été professeur de science politique à l’Université LUISS « Guido Carli » de 2012 à 2018, devenant professeur émérite de science politique au sein de la même université puis président de l’Association italienne de science politique (SISP) de 1998 à 2001 et  premier président italien de l’Association internationale de science politique (IPSA) de 2009 à 2012.
Il a été professeur invité à l'Université de Stanford, à l'Université de New York, à l'Institut d'Études Politiques de Paris (SciencesPo), au Centro de Estudios Políticos y Constitucionales et à l'Institut Juan March de Madrid, et membre du Nuffield College et de l'Université Yale.
Durant la dictature de Pinochet et tout au long de la transition démocratique, Morlino a participé aux travaux du Centre d'études de la réalité contemporaine (CERC) de Santiago du Chili, dirigé par Carlos Huneeus, ainsi qu'aux réunions de la Vicaría de la Solidaridad, promues par le cardinal Raúl Silva Henríquez. Ces deux institutions ont joué un rôle dans la formation de la nouvelle démocratie chilienne et de ses dirigeants. 
Il est l'auteur de plus de 45 ouvrages et de plus de 230 articles et chapitres de livres sur l'évolution des régimes politiques, les processus de démocratisation, la qualité de la démocratie et l'égalité dans les démocraties contemporaines. Ses travaux ont été publiés en anglais, français, allemand, espagnol, hongrois, chinois, mongol et japonais.
Leonardo Morlino est décédé le 18 juin 2025, à l'âge de 77 ans.

## La théorie de l'ancrage
Leonardo Morlino a développé la théorie de l’ancrage (anchoring) afin de comprendre les dynamiques de consolidation démocratique ou, au contraire, de crise de la démocratie. Selon lui, pour analyser ces phénomènes, il est essentiel d’explorer en profondeur les processus de légitimation et d’ancrage.
L’hypothèse centrale de sa théorie est la suivante : lorsque la légitimation est limitée, la consolidation démocratique n’est possible que si des mécanismes d’ancrage solides sont en place. Parmi les principaux mécanismes d’ancrage identifiables empiriquement, on trouve : les organisations partisanes, le clientélisme, les arrangements néo-corporatistes, le contrôle des intérêts par les partis.
D’autres formes d’ancrage peuvent également jouer un rôle, comme un leader charismatique et forte, une chaîne de télévision influente, ou une utilisation maîtrisée des réseaux numériques.
À l’inverse, une crise démocratique peut survenir lorsque ces ancrages disparaissent progressivement – un processus que Morlino appelle désancrage (de-anchoring). Une telle crise est généralement aggravée par un phénomène de délégitimation, qui se manifeste par une insatisfaction croissante de la population face aux politiques menées ou par un blocage décisionnel des institutions.

## Comment analyser la qualité de la démocratie
Selon Leonardo Morlino, une bonne démocratie est, avant tout, un régime largement légitimé et stable, dans lequel les citoyens se déclarent pleinement satisfaits, car les gouvernants élus sont compétents et capables de répondre à leurs besoins et préoccupations — c’est ce qu’il appelle la qualité comme résultat.
Lorsque les institutions restent contestées, l’attention et les ressources politiques sont absorbées par les nécessités de consolidation ou de maintien du régime, au détriment des autres objectifs.
Ensuite, une démocratie de qualité est celle dans laquelle les citoyens et les communautés jouissent pleinement de la liberté et de l’égalité, au-delà des seuils minimaux — c’est la qualité comme contenu.
Finalement, les citoyens d’une bonne démocratie doivent être en mesure de la surveiller et de l’évaluer, soit par les élections (responsabilité électorale), soit indirectement, à travers le contrôle réciproque entre les institutions. Ils doivent également pouvoir examiner dans quelle mesure les deux valeurs fondamentales de liberté et d’égalité sont garanties par: le plein respect des normes en vigueur (ce qu’on appelle l’État de droit); leur mise en œuvre efficace; ainsi que par l’efficacité des décisions prises et la responsabilité politique des élites élues face aux revendications de la société civile — c’est ce que Morlino désigne par la qualité comme procédure. 
Les citoyens, les experts et les chercheurs, porteurs de conceptions idéales diverses de la démocratie, peuvent vérifier quelles des trois dimensions de la qualité démocratique correspondent le mieux à leurs idéaux, et dans quelle mesure ces qualités sont mises en œuvre dans un pays donné, à un moment donné, en s’appuyant sur les recherches empiriques menées par Morlino.

## Prix et récompenses
- médaille Dartmouth - Mention honorable (Library Journal Best Reference 2011) pour l'Encyclopédie internationale des sciences politiques.
- Titulaire de doctorats honoris causa de l'Universidad Mayor de San Andrés (UMSA) (La Paz, Bolivie), de l'Universidad Nacional Mayor de San Marcos (Lima, Pérou) et de l'Université de Bucarest (Bucarest, Roumanie).
- Prix pour les réalisations scientifiques en sciences politiques de l'Association chilienne de sciences politiques et le Prix pour les réalisations académiques et la contribution au développement des sciences politiques de la Sociedad Argentina de Analisis Politico (Buenos Aires, Argentine).
- Professeur honoraire de l'Universidad Nacional de la Matanza (Buenos Aires, Argentine) et membre honoraire de l'Association tunisienne de science politique, ainsi que membre à vie de l'Association internationale de science politique (IPSA) et de l'Association mexicaine de sciences politiques (AMECIP).
- Titre de Huespes de Honor de la ville de Buenos Aires (Argentine) et Visitante Distinguido de la ville de Puebla (Mexique).
- La Facultad de Derecho de l'Universidad Autónoma de Querétaro au Mexique accueille une « Cátedra Leonardo Morlino sobre estudios de la democratización », dédiée à l'analyse et à la réflexion sur la démocratie et la démocratisation en Amérique latine et au-delà[6].

## Publications
- 1980 : Come cambiano i regimi politici: strumenti di analisi. Milan : Angeli.  (ISBN 9788820418144).
- 1981 : Dalla democrazia all'autoritarismo. Il caso spagnolo in prospettiva comparata. Bologne: Il Mulino. OCLC 1981.
- 1985 : Cómo cambian los regímenes políticos: Instrumentos de análisis. Madrid: Centro de Estudios Constitucionales.  (ISBN 9788424910082).
- 1989 : Scienza politica. Turin : Fondazione Giovanni Agnelli.  (ISBN 9788878600287).
- 1990 : (it)avec Uleri  Pier Vincenzo, Le Elezioni nel mondo 1982–1989. Florence : Giunta Regionale Toscana. OCLC 801861196.
- 1991 : (it)Costruire la democrazia: gruppi e partiti in Italia. Bologne: Il Mulino.  (ISBN 9788815032478).
- 1995 : (it)Laurea in Scienze Politiche. Identità e sbocchi professionali. Florence: Editrice La Giuntina. OCLC 868530045.
- 1998 : (en) Democracy between consolidation and crisis: parties, groups, and citizens in Southern Europe. Oxford – New York: Oxford University Press.  (ISBN 9780198280828).
- 2001 : (en)avec Della Porta Donatella, Rights and the quality of democracy in Italy. A research report. Stockholm: IDEA.
- 2003 : (it)Democrazie e democratizzazioni. Bologne: Il Mulino.  (ISBN 9788815085122).
- 2004 : (it)avec Della Porta Donatella et Cotta Maurizio, Fondamenti di scienza politica. Bologne : Il Mulino.  (ISBN 9788815102218).
- 2005 : (it)Introduzione alla ricerca comparata. Bologne : Il Mulino.  (ISBN 9788815107619).
- 2005 : (it)avec Gelli Francesca, La democrazia locale tra rappresentanza e partecipazione. Milan : Angeli.  (ISBN 9788846462190).
- 2008 : (it)avec Della Porta Donatella et Cotta Maurizio, Scienza politica. Bologne: Il Mulino.  (ISBN 9788815125620).
- 2008 : (it)Democrazie tra consolidamento e crisi: partiti, gruppi e cittadini nel Sud Europa, Bologne : Il Mulino.  (ISBN 9788815124074).
- 2009 : (es) Democracias y democratizaciones  (2nd ed.). Madrid: Centro de Investigaciones Sociológicas.  (ISBN 9788474764741).
- 2010 : (es) Introducción a la investigación comparada . Madrid: Alianza Editorial.  (ISBN 9788420693903).
- 2010 : (en) avec Palombella, Gianluigi, Rule of Law and Democracy. Leiden: Brill.  (ISBN 9789004181694).
- 2012 : (en) Changes for democracy: actors, structures, processes. Oxford: Oxford University Press.  (ISBN 9780199698110).
- 2013 : Introduction à la politique comparée'. Paris: A. Colin.  (ISBN 9782200279271).
- 2013 : (it)avec Piana Daniela et Raniolo Francesco,  La qualità della democrazia in Italia, 1992–2012. Bologne : Il Mulino.  (ISBN 9788815244307).
- 2014 : (it) Democrazia e mutamenti: attori, strutture, processi (in Italian). Rome : Luiss University Press.  (ISBN 9788861051751).
- 2014 : (en) The quality of democracy in Latin America. A research report. Stockholm: IDEA International.
- 2014 : (es) La calidad de las democracias en América Latina: informe para IDEA Internacional. Estocolmo / San José, Costa Rica: IDEA International.  (ISBN 9789187729607).
- 2015 : (en) avec Fantoni Marcello, The American exceptionalism revisited. Rome: Viella.  (ISBN 9788867283286).
- 2019 : (en) avec  Sottilotta Cecilia Emma, The Politics of the Eurozone Crisis in Southern Europe. A Comparative Reappraisal. London: Palgrave.  (ISBN 9783030244705).
- 2020 : (en) Equality, Freedom, and Democracy. Europe After the Great Recession. Oxford: Oxford University Press.  (ISBN 9780198813873).

## Articles de revues (1991-2015)
- (it) « La scienza politica italiana: tradizione e realtà », Rivista Italiana di Scienza Politica, vol. 21, no 1,‎ avril 1991, p. 70–102 (lire en ligne)
- (en) « Political science in Italy: tradition and empiricism », European Journal of Political Research, vol. 20, nos 3–4,‎ décembre 1991, p. 341–358 (DOI 10.1111/j.1475-6765.1991.tb00274.x)
- (es) « Consolidações democráticas na Europa Meridional. Indicações teóricas para análise empírica », Dados, vol. 35, no 2,‎ 1992, p. 145–172 (lire en ligne)
- (it) « I partiti nella transizione », Views, vol. 2,‎ 1992, p. 19–34
- (it) Avec et Mattei Franco, « Vecchio e nuovo autoritarismo nel Sud Europa », Rivista Italiana di Scienza Politica, vol. 22, no 1,‎ avril 1992, p. 137–160 (DOI 10.1017/S004884020001827X, S2CID 166004102, lire en ligne )
- (es) « Partidos, grupos y consolidaciòn democratica in Italia », Revista del Centro de Estudios Constitucionales, vol. 13,‎ september–december 1992, p. 73–102 (lire en ligne)
- (es) Avec et Montero José Ramon, « Legitimación y democracia en el Sur de Europa », Revista Espanola de Investigaciones Sociologicas, vol. 64,‎ october–december 1993, p. 7–40 (lire en ligne) Pdf.
- (es) Avec et Montero José Ramon, « Legittimità, consolidamento e crisi nell'Europa Meridionale », Rivista Italiana di Scienza Politica, vol. 24, no 1,‎ avril 1994, p. 22–66 (lire en ligne)
- (en)Preview. Full text.
- (en) « Consolidation and party government in Southern Europe », International Political Science Review, vol. 16, no 2,‎ avril 1995, p. 145–167 (DOI 10.1177/019251219501600203, S2CID 153430855)
- (en) « Crisis of parties and change of party system in Italy », Party Politics, vol. 2, no 1,‎ janvier 1996, p. 5–30 (DOI 10.1177/1354068896002001001, S2CID 145018237)
- Avec et Tarchi, « The dissatisfied society: the roots of political change in Italy », European Journal of Political Research, vol. 30, no 1,‎ juillet 1996, p. 41–63 (DOI 10.1111/j.1475-6765.1996.tb00667.x)
- (en) « Democratic consolidation and convergence in Southern Europe: the Italian case », Democratization, vol. 3, no 3,‎ septembre 1996, p. 189–214 (DOI 10.1080/13510349608403476)
- (en) « Is there an impact? And where is it? Electoral reform and the party system in Italy », South European Society and Politics, vol. 2, no 3,‎ septembre 1997, p. 103–131 (DOI 10.1080/13608749708539520)
- (it) « Come siamo ovvero come ci raccontiamo. La politica comparata di Daalder, e altri (1945-1995) », Rivista Italiana di Scienza Politica, vol. 28, no 3,‎ décembre 1998, p. 543–566 (DOI 10.1426/1636, S2CID 161865759)
- (es) « Consolidaciòn democratica: la teorìa del anclaje », Revista Argentina de Ciencia Politica, vol. 4,‎ 2000, p. 9–34 (lire en ligne)
- (en) « How we are, or how we say that we are: the post–war comparative politics of Hans Daadler and others », European Journal of Political Research, vol. 37, no 4,‎ juin 2000, p. 497–516 (DOI 10.1111/1475-6765.00523)
- « Architectures constitutionnelles et politiques democratiques en Europe de l'Est », Revue Française de Science Politique, vol. 50, nos 4–5,‎ octobre 2000, p. 679–711 (DOI 10.3406/rfsp.2000.395503, lire en ligne ) Full text.
- « Consolidation démocratique: la théorie de l'ancrage », Revue Internationale de Politique Comparée, vol. 8, no 2,‎ 2001, p. 245–267 (DOI 10.3917/ripc.082.0245)
- (es) « Consolidamento Democratico: la teoria dell'ancoraggio », Quaderni di Scienza Politica, vol. 8, no 2,‎ 2001, p. 217–247 (lire en ligne [archive du 3 mars 2016], consulté le 24 février 2016)
- (it) « Crisi democratica e teoria dell'ancoraggio », Quaderno di Studi Parlamentari, vol. 12,‎ 2001, p. 101–118 (lire en ligne)
- (it) « Democrazia e spiegazioni », Quaderno di Studi Parlamentari, vol. 13,‎ 2002, p. 199–213 (lire en ligne)
- (en) « Democratic anchoring: how to analyze consolidation and crisis », Central European Political Science Review, vol. 3, no 10,‎ 2002, p. 6–39 (lire en ligne)Publisher.
- « Les effets de l'européanisation sur la représentation politique en Europe du sud », Pole Sud, vol. 19, no 1,‎ 2003, p. 79–96 (DOI 10.3406/pole.2003.1155)
- (en) « What is a 'good' democracy? Theory and the case of Italy », South European Society and Politics, vol. 8, no 3,‎ septembre 2003, p. 1–32 (DOI 10.1080/13608740808539654, S2CID 154069872)
- (en) « 'Good' and 'bad' democracies: how to conduct research into the quality of democracy », Journal of Communist Studies and Transition Politics, vol. 20, no 1,‎ mars 2004, p. 5–27 (DOI 10.1080/13523270410001687082, S2CID 153770386)
- (it) Avec, Salvati Michele et Calise Mauro, « Discussione su "Machiavelli's children. Leaders and their legacies in Italy and Japan" di Richard J. Samuels. Con una replica di Richard J. Samuels », Rivista Italiana di Scienza Politica, vol. 34, no 2,‎ août 2004, p. 285–290 (DOI 10.1426/13579)
- (en) Avec et Diamond Larry Jay, « An overview », Journal of Democracy, vol. 15, no 4,‎ octobre 2004, p. 20–31 (DOI 10.1353/jod.2004.0060, S2CID 158341205)
- (en) « What is a 'good' democracy? », Democratization, vol. 11, no 5,‎ décembre 2004, p. 10–32 (DOI 10.1080/13510340412331304589, S2CID 145137496)
- (es) « Las alternativas no democráticas », POSTData: Revista de Reflexión y Análisis Político, vol. 10,‎ décembre 2004, p. 149–183 (lire en ligne)
- (it) « Spiegare la qualità democratica: quanto sono rilevanti le tradizioni autoritarie? », Rivista Italiana di Scienza Politica, vol. 35, no 2,‎ août 2005, p. 191–212 (DOI 10.1426/20465)
- (en) « Anchors, anchoring and democratic change », Comparative Political Studies, vol. 38, no 7,‎ septembre 2005, p. 743–770 (DOI 10.1177/0010414004274401, S2CID 153826275)
- 2013, (es) Anclaje institucional y consolidación democrática, in Pérez, Gabriel (a cura di),  Temas selectos de la teoría política contemporánea México, D.F.: Ediciones Eón, Universidad Autónoma Metropolitana Unidad Cuajimalpa,  (ISBN 9786078289424).
- (en) Avec, Fargion Valeria et Profeti Stefania, « Europeanisation and territorial representation in Italy », West European Politics, vol. 29, no 4,‎ septembre 2006, p. 757–783 (DOI 10.1080/01402380600842338, S2CID 143975219)
- (en) Avec et Bosco Anna, « What changes in South European parties? A comparative introduction », South European Society and Politics, vol. 11, nos 3–4,‎ décembre 2006, p. 331–358 (DOI 10.1080/13608740600855878, S2CID 154920907)
- 2007, (it)La qualità della democrazia: presupposti e problemi teorici", in Associazione per gli studi e le ricerche parlamentari (a cura di), Seminario 2006, Quaderno dell, vol. 17, Turin : Giappichelli.
- (es) « Explicar la calidad democrática: ¿qué tan relevantes son las tradiciones autoritarias? », Revista de Ciencia Política, vol. 27, no 2,‎ 2007, p. 3–22 (DOI 10.4067/S0718-090X2007000300001)
- (es) « Democracia, calidad, seguridad: presupuestos y problemas », Sistema, vol. 203–204,‎ 2008, p. 21–34 (lire en ligne)
- (es) « ¿Regímenes híbridos o regímenes en transición? », Sistema, vol. 207,‎ 2008, p. 3–22 (lire en ligne)
- (en) « Democracy and changes: how research tails reality », West European Politics, vol. 31, nos 1–2,‎ janvier 2008, p. 40–59 (DOI 10.1080/01402380701833715, hdl 11385/6606, S2CID 53354031)
- (en) « Hybrid regimes or regimes in transition? », Rivista Italiana di Scienza Politica, vol. 38, no 2,‎ août 2008, p. 169–190 (DOI 10.1426/27430)
- (en) « La calidad de la democracia », Claves de Razón Prática, vol. 193,‎ 2009, p. 26–35 (lire en ligne) Also available at: Revistas Culturales.
- (en) « The quality of democracies in Europe: a research report », Italian Political Science, vol. 2, no 3,‎ 2009, p. 1–6 (lire en ligne)
- (en) « Are there hybrid regimes? Or are they just an optical illusion? », European Political Science Review, vol. 1, no 2,‎ juillet 2009, p. 273–296 (DOI 10.1017/S1755773909000198, S2CID 154947839)
- (en) « Transition from democracy to democracy: is it possible in Italy? », Bulletin of Italian Politics, vol. 1, no 1,‎ été 2009, p. 7–27 (lire en ligne) Pdf.
- Morlino, « The quality of democracy: an agenda for future research? », Participation, vol. 33, no 2,‎ novembre 2009, p. 3 (lire en ligne) Pdf.
- (en) « Legitimacy and the quality of democracy », International Social Science Journal, vol. 60, no 196,‎ juin 2009, p. 211–222 (DOI 10.1111/j.1468-2451.2010.01717.x)
- (en) « Authoritarian legacies, politics of the past and the quality of democracy in Southern Europe: open conclusions », South European Society and Politics, vol. 15, no 3,‎ septembre 2010, p. 507–529 (DOI 10.1080/13608746.2010.513609, S2CID 145274738)
- (it) « Autorità e legittimità tra consolidamento e crisi », Rassegna Italiana di Sociologia, vol. 51, no 4,‎ october–december 2010, p. 571–598 (DOI 10.1423/33592) Also available at Rivisteweb.
- (en) « Analyzing democratic qualities », Central European Political Science Review, vol. 12, no 44,‎ 2011, p. 9–45 (lire en ligne) Publisher.
- (it) « Per non dimenticare Bentley: dai gruppi alle politiche », Rivista Italiana di Politiche Pubbliche, vol. 10, no 2,‎ août 2011, p. 397–406 (DOI 10.1483/35126) Also available at Rivisteweb.
- (en) Avec, Dressel Björn et Pelizzo Riccardo, « The quality of democracy in Asia-Pacific: issues and findings », International Political Science Review, vol. 32, no 5,‎ novembre 2011, p. 491–511 (DOI 10.1177/0192512111418334, hdl 1885/23633, S2CID 145095238)
- (es) « Calidad democrática entre lίderes y partidos », Revista Paraguaya de Sociología, vol. 137,‎ 2012, p. 43–66 (lire en ligne)
- (es) « Observando las diferentes calidades de la democracia », Revista Mexicana de Analisis Politico y Administracion Publica, vol. 1, no 1,‎ juin 2012, p. 9–48 (lire en ligne)
- (en) « The impossible transition and the unstable new mix: Italy 1992–2012 », Comparative European Politics, vol. 11, no 3,‎ mai 2013, p. 337–359 (DOI 10.1057/cep.2012.41, S2CID 145533884)
- (en) « On Daron Acemoglu and James A. Robinson Why Nations Fail. A politological reading », Stato e Mercato, vol. 33, no 3,‎ décembre 2013, p. 485–508 (DOI 10.1425/75014) Also available at Rivisteweb.
- (en) Avec et Quaranta Mario, « The non-procedural determinants of responsiveness », West European Politics, vol. 37, no 2,‎ mars 2014, p. 331–360 (DOI 10.1080/01402382.2014.887878, S2CID 153712420)
- (en) Avec et Piana Daniela, « Economic crisis in a stalemated democracy: the Italian case », American Behavioral Scientist, vol. 58, no 12,‎ novembre 2014, p. 1657–1682 (DOI 10.1177/0002764214534668, S2CID 56121088)
- (en) « Changes for democracy: are there hybrid regimes? », Central European Political Science Review, vol. 16, no 60,‎ 2015, p. 14–49 Publisher. Pdf.
- (en) « Transitions to democracy: what theory to grasp complexity? », Historein, vol. 15, no 1,‎ 2015, p. 13–31 (DOI 10.12681/historein.288, lire en ligne)
- (es) « Transiciones democraticas: entre cuestiones teόricas y análisis empirico », Revista Española de Ciencia Política, vol. 39,‎ 2015, p. 17–42 (lire en ligne)
- (es) « Cómo analizar las calidades democraticas? », Revista Latinoamericana de Política Comparada, vol. 10,‎ juillet 2015, p. 13–36 (lire en ligne [archive du 5 mars 2016], consulté le 24 février 2016).